# Amurta upunctata
Amurta upunctata är en insektsart som beskrevs av Zhang och Huang 2005. Amurta upunctata ingår i släktet Amurta och familjen dvärgstritar. Inga underarter finns listade i Catalogue of Life.